# Peter Vitus von Quosdanovich
Peter Vitus Freiherr von Quosdanovich (kroatisch Petar Vid barun Gvozdanović) (* 12. Juni 1738 in Weiler Pavlanci bei der Ortschaft Brezovac Žumberački im Žumberak-Gebirge (Sichelburg), Kroatien südwestlich der Hauptstadt Zagreb; † 13. August 1802 in Wien, Österreich) war ein kroatischer Adliger und österreichischer Offizier, zuletzt Feldmarschallleutnant.

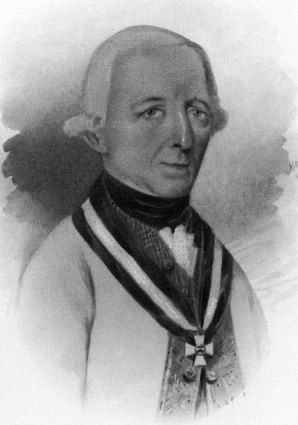
Peter Vitus Freiherr von Quosdanovich

## Leben
Quosdanovich wurde als Sohn des kroatischen Leutnants Petar Gvozdanović (Quosdanovich) und dessen Frau Magdalena Gvozdanović geb. Milaković geboren. Er hatte drei Brüder, Pavao/Paul, Mihajlo/Michael und Danijel/Daniel. 1764 heiratete er Ivana Majerhofer-Grunbihel, aus der Ehe ging der Antun/Anton hervor.
Im Alter von vierzehn Jahren trat er 1752 in ein Husarenregiment ein. Er kämpfte im Siebenjährigen Krieg und stieg zum Rittmeister auf. Im Jahr 1773 wurde er Oberstleutnant und Kommandant des Karlsstädter Grenz-Husarenregiments Nr. 40. Als solcher tat er sich während des bayerischen Erbfolgekrieges hervor. Er kämpfte bei Hradecz, Weisskirchen und Taubnitz. Für seine Verdienste wurde ihm  das Ritterkreuz des Maria-Theresia-Ordens verliehen und er wurde zum Oberst des slavonischen Husarenregiments Nr. 43 ernannt. 1779 wurde er in den Freiherrenstand erhoben. Auch im russisch-österreichischen Türkenkrieg zeichnete er sich aus und wurde zum Generalmajor befördert.
Im ersten Koalitionskrieg kommandierte er anfangs eine Brigade und wurde 1792 zum Feldmarschalleutnant befördert. Mit diesem Rang übernahm er das Kommando über eine Division. Er diente zunächst am Oberrhein und später in den Niederlanden. In der Schlacht bei Fleurus befehligte er 1794 eine der alliierten Kolonnen. Insbesondere tat er sich in der Schlacht bei Handschuhsheim am 22. September 1795 hervor und zwang die Franzosen zum Rückzug über den Rhein. Unter dem Oberbefehl von Dagobert Wurmser war er an der Zurückeroberung von Mannheim beteiligt. Für seine Leistungen wurde er 1795 zum Kommandeur des Maria-Theresia-Ordens ernannt.
Danach wurde er mit Wurmser nach Italien versetzt. Ihre Aufgabe war es der belagerten Stadt Mantua Entsatz zu bringen und Norditalien von Napoleon zurückzuerobern. Quosdanovich war an allen vier Versuchen beteiligt, Mantua zu befreien. Im Juli und August 1796 befehligte er den rechten Flügel der österreichischen Armee. Er marschierte am Gardasee entlang mit dem Ziel Napoleons Kommunikations- und Nachschublinien zu unterbrechen. Ihm gelang es Brescia zu nehmen. Am 31. Juli wurde er von Napoleon bei Lonato geschlagen und musste sich nach Brescia zurückziehen. Er versuchte am 3. August durch die französischen Linien zu brechen, um Wurmser zu unterstützen, wurde aber erneut bei Lonato geschlagen.
Beim zweiten Entsatzversuch Wurmsers für Mantua wurde Quosdanovich am 7. September bei Primolano geschlagen und musste sich nach Trient zurückziehen. Beim erneuten vergeblichen Vorstoß unter dem Oberbefehl von Joseph Alvinczy von Berberek war er erneut beteiligt. Bei dessen letzten Angriff im Januar 1797 kommandierte er eine Division unter Alvinczy, wurde aber in der Schlacht bei Rivoli zum Rückzug gezwungen, was zur österreichischen Niederlage stark beitrug. In der Folge wurde Quosdanovich in den Ruhestand versetzt.